# Hrubieszów Miasto

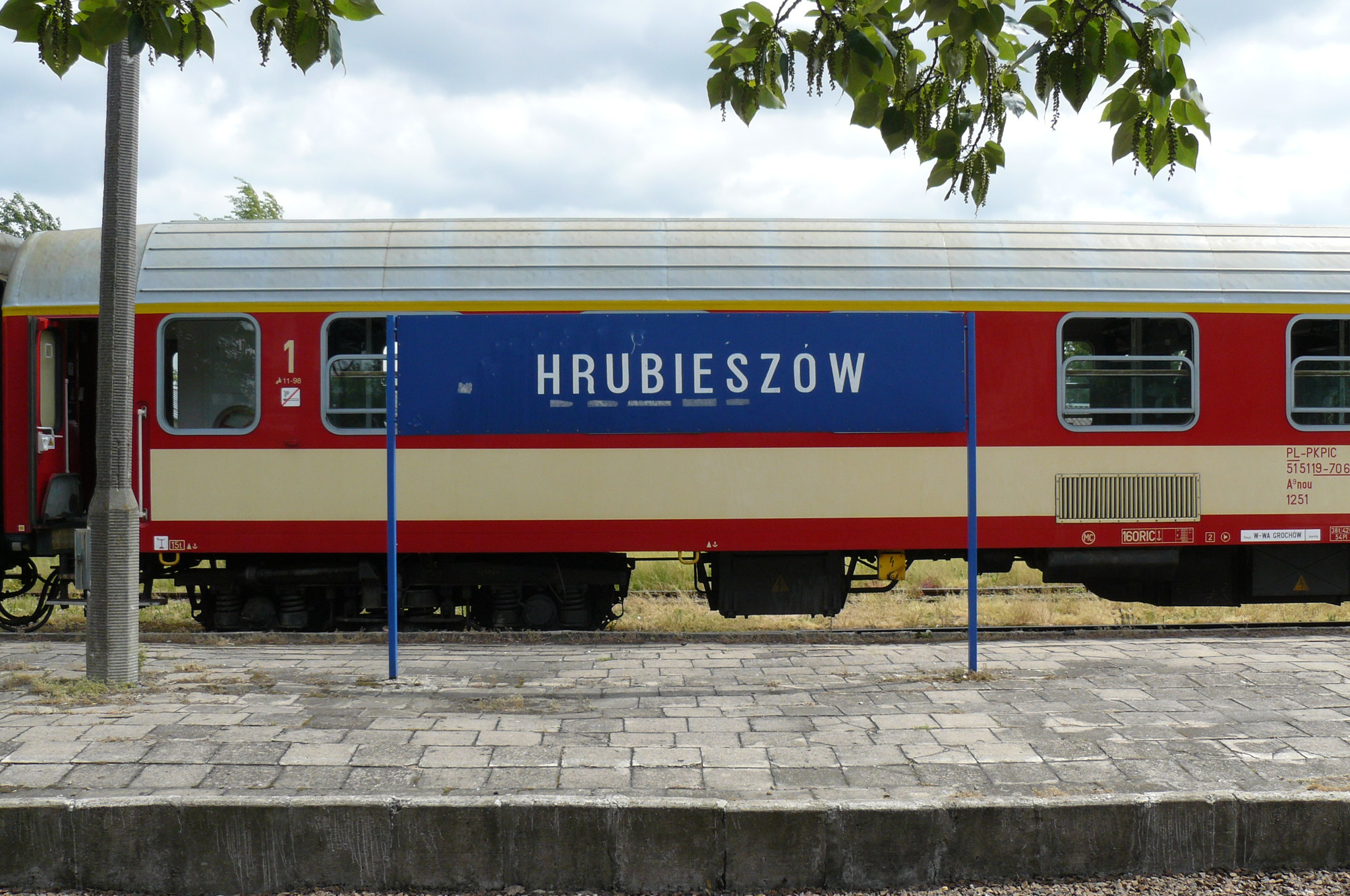
Pociąg specjalny w Hrubieszowie (25.05.2013)

Hrubieszów Miasto – stacja kolejowa w Hrubieszowie, w województwie lubelskim, w Polsce.

## Ruch pasażerski
| Rok  | Wymiana pasażerska na dobę |
| ---- | -------------------------- |
| 2017 | 0-9                        |
| 2022 | 50-99                      |
|      |                            |

## Historia
Pierwsze próby przeprowadzenia kolei do Hrubieszowa miały miejsce już w 1862 r. Planowano wówczas zbudować linię kolejową Warszawa – Żelechów – Lubartów – Lublin – Krasnystaw – Wojsławice – Hrubieszów – Uściług. Projekt ten został zatwierdzony przez wielkiego księcia Konstantego, lecz wybuch powstania styczniowego uniemożliwił te plany. Linia o zbliżonym przebiegu została zbudowana w 1877, jednak nie przebiegała w kierunku Hrubieszowa, lecz Chełma. W związku z tym rozpoczęto starania o budowę odnóg tej linii w kierunku południowym. Jedną z nich miała być linia Chełm – Kamień – Żmudź – Putnowice – Uchanie – Nieledew – Hrubieszów – Cichobórz – Mircze – Dołhobyczów. Planowano w dalszej perspektywie odnogi Hrubieszów – Tomaszów Lubelski i Hrubieszów – Włodzimierz Wołyński, ale do inwestycji nie doszło wskutek konfliktu z sąsiednimi miastami powiatowymi, jako że ten projekt był konkurencyjny wobec projektów Lublin – Szczebrzeszyn – Tomaszów Lubelski – Bełżec i Trawniki – Krasnystaw – Zamość – Tomaszów Lubelski – Bełżec, a także ówczesnej polityki władz carskich, planujących pozostawienie kilkudziesięciokilometrowego buforu bez szlaków komunikacyjnych wzdłuż granicy z Austro-Węgrami. Chodziło tutaj o względy strategiczne, chęć zniwelowania różnicy w gęstości sieci kolejowej pomiędzy Rosją a Królestwem Polskim, a także ułatwienie rusyfikacji. Dopiero krótko przed wybuchem I wojny światowej Rosjanie postanowili zmienić politykę i zagęścić sieć kolejową w zachodniej Rosji, w tym celu w dniu 30 grudnia 1913 r. podpisali z Francją umowę, zgodnie z którą wzięli z francuskich banków pożyczkę w wysokości 2,5 mld franków na rozbudowę linii kolejowych o długości ok. 15 000 km. Po wybuchu wojny i ofensywie wojsk rosyjskich w kierunku południowym rozpoczęli budowę torów w okolicznych terenach (m.in. zbudowali wówczas linie Lublin – Rozwadów, Włodzimierz Wołyński – Sokal i linię wąskotorową Biłgoraj – Chełm). Według innego projektu, przez Hrubieszów miała zostać przeprowadzona linia z Tomaszowa na Horodło, gdzie miała się połączyć z inną projektowaną linią Chełm – Włodzimierz Wołyński.
Jednak w 1915 zostali wyparci przez wojska niemieckie i austro-węgierskie, które w latach 1916–1918 zbudowały linię z Zawady k. Zamościa do Wojnicy k. Włodzimierza. Dworzec kolejowy został zbudowany w 1927 r. w stylu zakopiańskim. W 1939 r. podczas kampanii wrześniowej stacja została dwukrotnie zbombardowana: 12 września przez Luftwaffe, natomiast 16 września przez wojska polskie w celu usunięcia Niemców z zajętej przez nich stacji (co było wówczas rzadkim przypadkiem). Na początku 1944 budynek dworca został wysadzony przez oddział Armii Krajowej. Po II wojnie światowej zbudowano inny, prowizoryczny budynek dworca. W 1983 r. został oddany do użytku duży, nowoczesny budynek dworca pod nazwą „Hrubieszów Miasto”.

## Przewóz pasażerów

### W przeszłości
Jeszcze w latach 90. XX wieku ze stacji Hrubieszów Miasto odjeżdżały codziennie 4 pociągi pasażerskie: do Zawady, do Warszawy Zachodniej, do Wrocławia Głównego i para Stalowa Wola Rozwadów/Rejowiec (do 1995 istniało również połączenie do Krakowa Płaszowa). Z powodu niskiej rentowności tych połączeń zostały one 28 maja 2000 r. zlikwidowane i zastąpione połączeniami Hrubieszów – Zawada i Hrubieszów – Zamość (skomunikowane odpowiednio z połączeniami Rawa Ruska – Warszawa i Zamość – Wrocław). Pierwsze zostało wstrzymane 11 grudnia 2002 r., drugie 12 grudnia 2004 r.  Od 2004 r. kursuje raz w roku, w pierwszy weekend listopada specjalny pociąg do Częstochowy z okazji pielgrzymki kolejarzy. W 2011 roku odjechał do stacji Częstochowa Stradom w dniu 12 listopada (TLK 24104). Regularny ruch pasażerski wrócił na stację 10 grudnia 2017 roku.

### Obecnie
Stację obsługują dwie pary pociągów przewoźnika PKP Intercity:
- InterCity „Hetman”  relacji Hrubieszów – Werbkowice – Zamość – Biłgoraj – Stalowa Wola Rozwadów – Tarnobrzeg – Mielec – Dębica – Tarnów – Kraków[7],
- InterCity „Górski" relacji Hrubieszów – Werbkowice – Zamość – Krasnystaw – Lublin – Warszawa – Poznań– Szczecin – Świnoujście[8].
- InterCity „Kasztelan" relacji Hrubieszów – Werbkowice – Zamość – Biłgoraj – Stalowa Wola Rozwadów – Tarnobrzeg – Mielec – Dębica – Tarnów – Kraków[9].

Stacja jest również wykorzystywana do przeładunku towarów na Linię Hutniczą Szerokotorową.